# Ponor
Pour les articles homonymes, voir Ponor (homonymie).

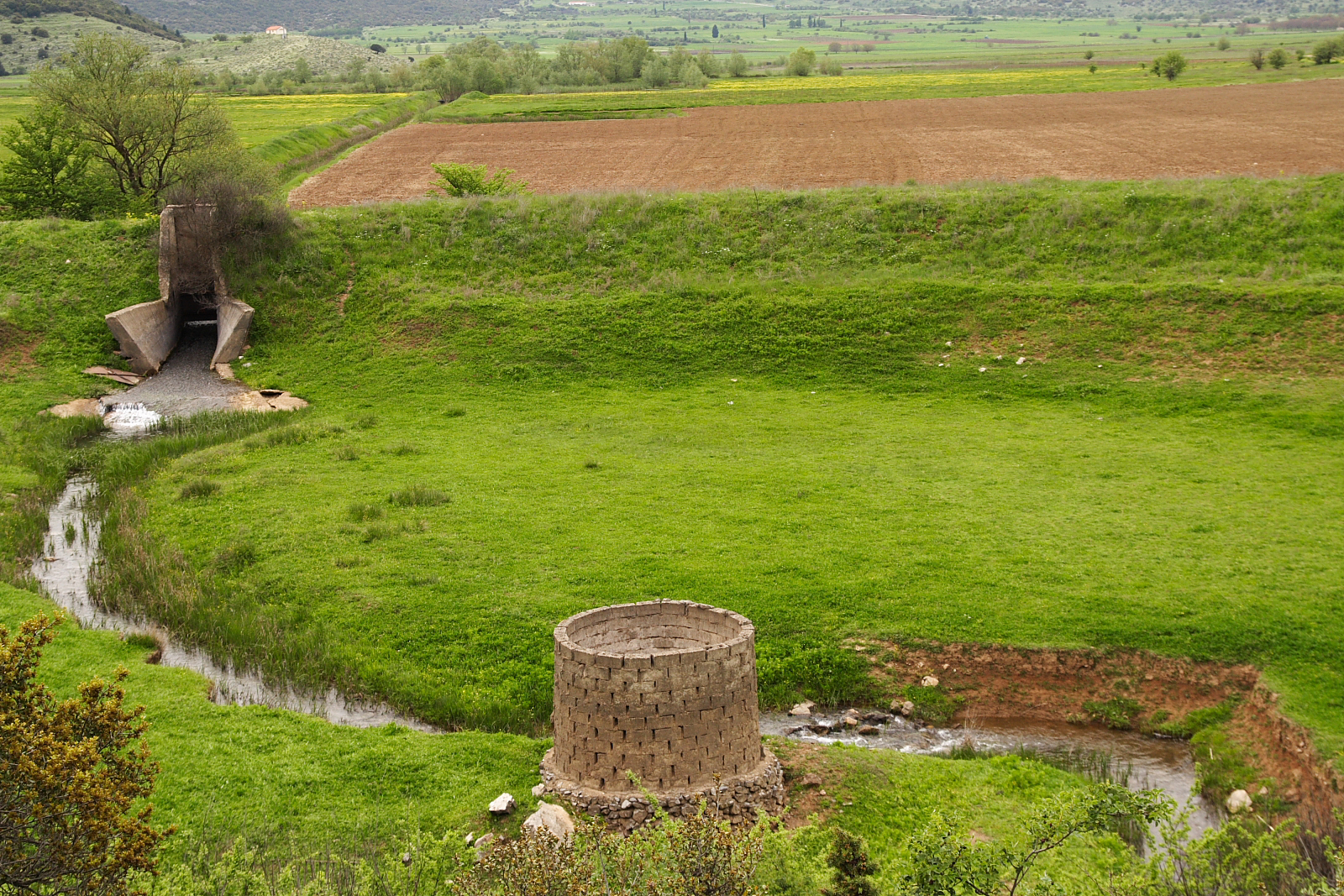
Ponor, Péloponnèse

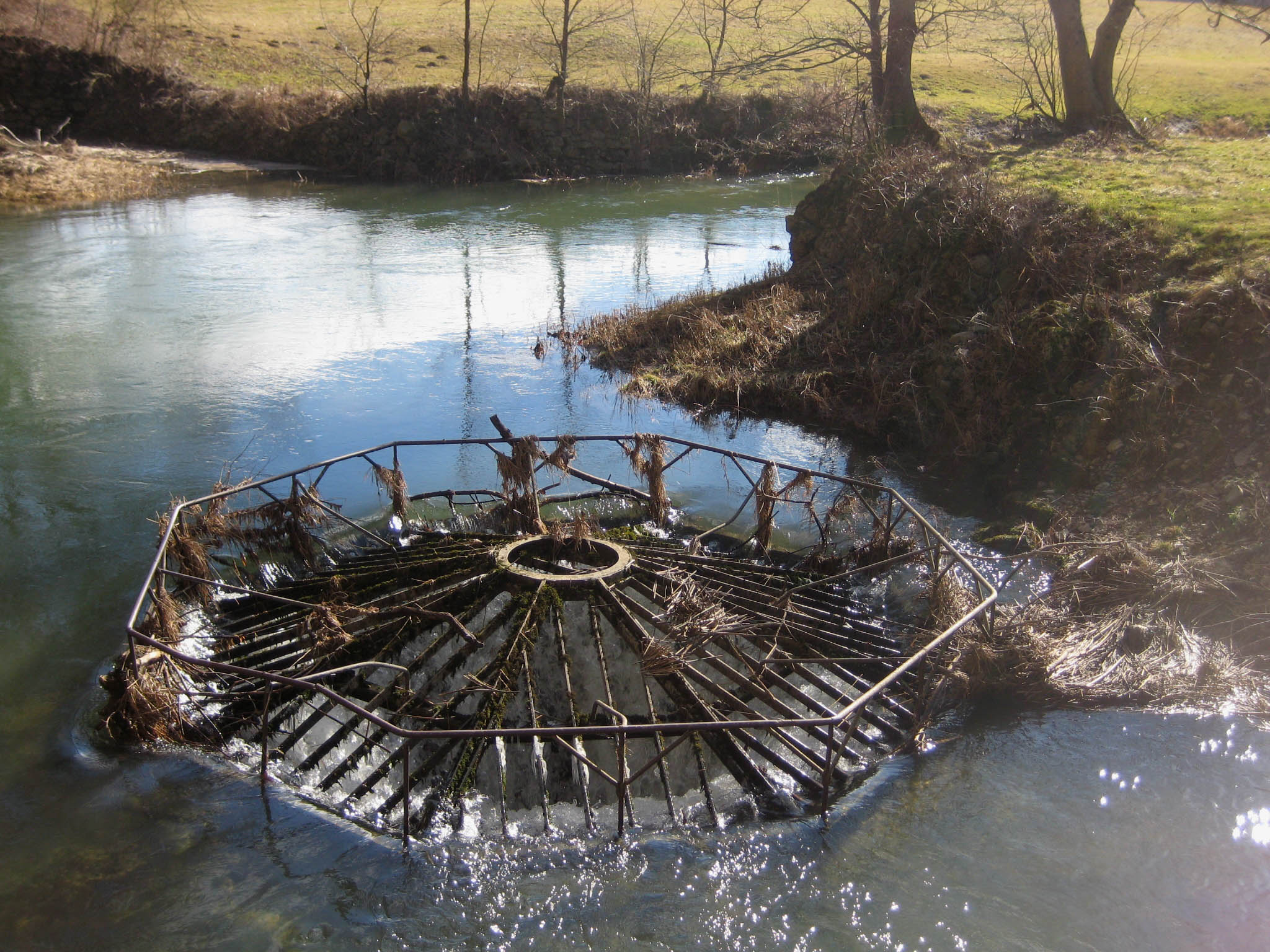
Ponor en Slovénie

Un ponor est un élément du relief karstique. C'est un orifice naturel situé au fond d'un poljé par lequel une eau de surface disparaît (cours d'eau ou eau de pluie) et devient souterraine. Il n'y a généralement qu'un seul ponor actif par poljé.

## Étymologie
Le mot ponor (« abîme », « cavité », « lavabo », etc., en français) dérive du proto-slave nora (« fosse, trou, abîme »). Il a été donné à de nombreuses localités dans les Balkans.
C'est le terme international pour perte s'il s'agit d'un cours d'eau. Il est alors synonyme de chantoire en Belgique.
En France, l'embut est un ponor particulier, qui absorbe les eaux de pluie, comme l'embut de Caussols. Un aven (ou doline) peut aussi être un ponor, ainsi qu'emposieux dans le Jura suisse.

## Exemple en France

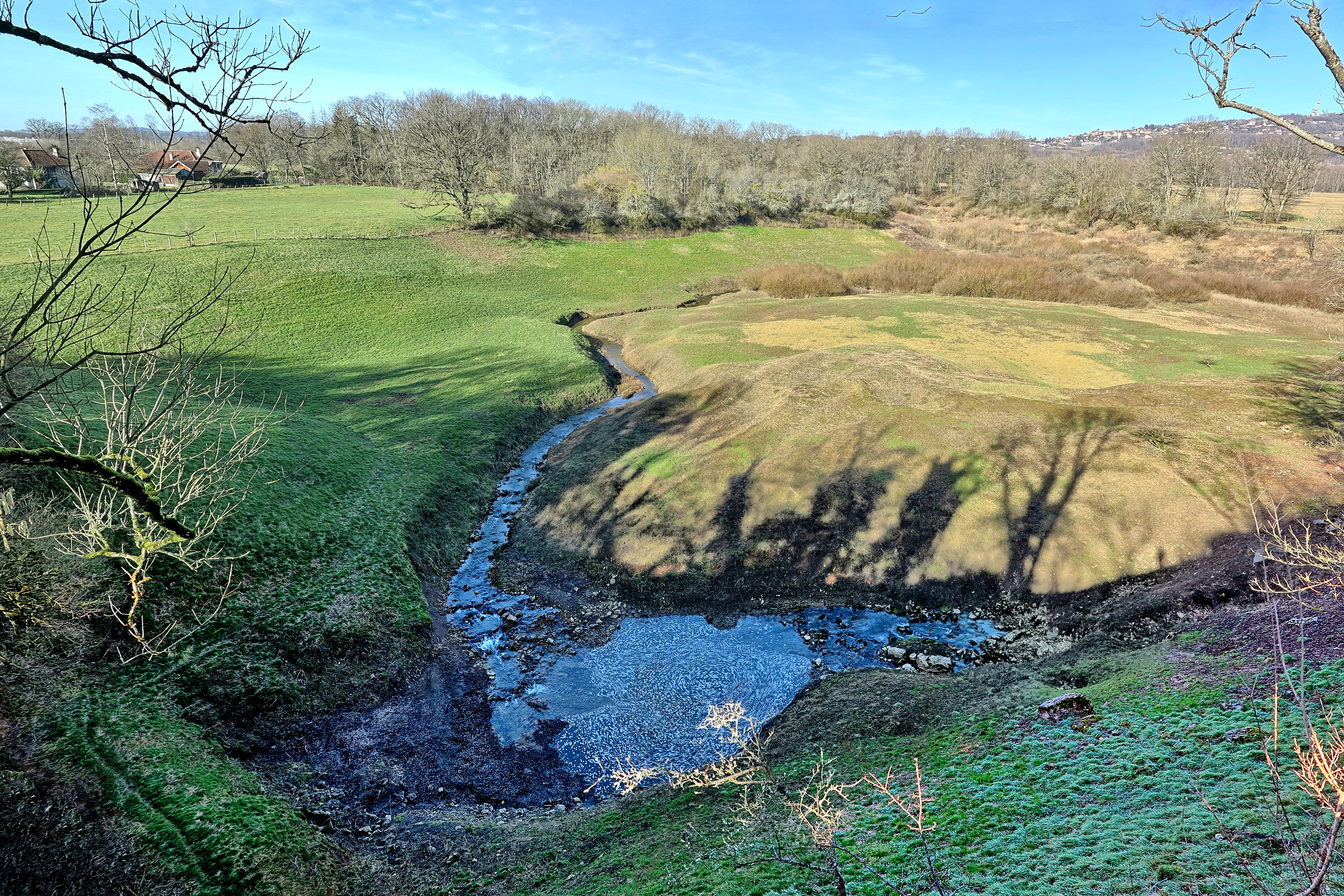
Le ponor du Creux-sous-Roche

- En Franche-Comté, le Creux-sous-Roche[1] situé dans le marais de Saône est un bel exemple de ponor car il recueille les eaux de plusieurs ruisseaux qui convergent dans l'entonnoir formé par la dépression.